# 5,7 × 28 мм
5,7×28 мм — пистолетный патрон, созданный в 1986 году для замены 9×19 мм Парабеллум. По сравнению с патроном 9×19 мм он обеспечивает большую настильность стрельбы, меньшую отдачу, большую эффективную дальность стрельбы, бронепробиваемость, а также отличается сниженной степенью рикошетирования. Этот патрон занял нишу между пистолетными и промежуточными (автоматными) патронами. Патрон 5,7×28 мм используется в пистолете-пулемёте (персональном оружии самообороны) FN P90 и пистолете FN Five-seven.

## История
В 1986 году бельгийская компания Fabrique Nationale (FN) начала разработку нового патрона 5,7×28 мм. Целью создания было разработать оружие для самообороны экипажей танков, БТР, вертолётов и т. п, которое превосходило по эффективности оружие под 9×19 мм патрон. В результате был создан патрон SS190 (базовый патрон 5,7×28 мм), способный на расстоянии в 200 метров пробить стандартный бронежилет вероятного противника, заданный требованиями НАТО CRISAT.
1 марта 2021 г. калибр 5,7x28 мм был стандартизирован НАТО  и в настоящее время входит в стандартизированный портфель малокалиберных боеприпасов НАТО

## Тип патронов
- SS190 (масса пули 2 г, начальная скорость 715 м/c) — базовый патрон, способен пробить бронежилет с 200 м[2], 48 слоёв кевлара, стальную или кевларовую каску. При прохождении пули через мягкие ткани тела способна менять своё направление.
- SS195LF (1,8 г, 720 м/c) — патрон с экспансивной пулей, обладает меньшей пробивной способностью, чем SS190, но большим останавливающим действием и убойной силой.
- SB193 (3,6 г, 305 м/c) — патрон с дозвуковой скоростью пули, используется для оружия с установленным глушителем. Его пуля имеет самое слабое убойное, останавливающее и пробивное действие из своего семейства патронов, так как из-за своей низкой скорости, пуля не меняет своё направление в тканях и не может пробить достаточно прочные препятствия.

## Характеристика патрона
Эффективная дальность стрельбы патроном 5,7×28 мм SS190 составляет 200 м из пистолета-пулемёта FN P90 и около 100 м из пистолета FN Five-seven, для патрона 5,7×28 мм SB193 с дозвуковой скоростью пули эффективная дальность до 25 м. Данный патрон обладает высокой кучностью стрельбы. Начальная скорость пули патрона SS190 составляет 715 м/c для пистолета-пулемёта FN P90 и 650 м/c для пистолета FN Five-seven. Из-за лёгкой пули убойная сила данного патрона быстро падает, уже на расстоянии 600 м пуля заметно ослабевает. Максимальная убойная дальность полёта пули 825 м. Максимальная дальность полёта пули составляет 1510 м.
Единственным серьёзным недостатком данного патрона как пистолетного является невозможность эффективно заглушить звук выстрела при помощи прибора бесшумной стрельбы.

## Сравнение с конкурентным 4,6×30 мм патроном
Ранее не существовало четкого заключения по поводу превосходства данного патрона над патроном калибра 4,6×30 мм, однако недавние тестирования НАТО в Великобритании и Франции показали что патрон 5,7×28 мм является превосходящим. По результатам тестирования НАТО группой экспертов из Франции, США, Канады, Великобритании данная группа сделала вывод, что патрон 5,7×28 мм оказался «несомненно» более эффективным.
Также, данная группа экспертов НАТО отметила превосходящую (на 27 % большую) эффективность стрельбы патроном 5,7×28 мм по незащищённым целям и эквивалентную эффективность против защищённых целей. Данная группа также отметила меньшую чувствительность к экстремальным температурам у патрона 5,7×28 мм и больший потенциальный риск эрозии ствола оружия с применением патрона 4,6 × 30 мм.

## Оружие под патрон
- FN P90
- FN Five-seven
- ST Kinetics CPW
- VBR-Belgium CQBW
- AR-57
- CMMG Unveils Ultra-Compact AR Pistols in FN 5.7mm
- Форт-28
- Ruger-57
- Kel-Tec P50